# Трайнін Ілля Павлович
Трайнін Ілля Павлович (26 грудня 1886 (7 січня 1887), Рига — 27 червня 1949, Москва) — радянський юрист і громадський діяч. Член партії РСДРП (б) з 1904 року. Доктор державних і правових наук (1935), доктор юридичних наук. Академік АН СРСР (28.01.1939)